# Aérodrome de Zabré
L'aéroport de Zabré est un aéroport situé à Zabré dans le département de Zabré, dans la province de Boulgou dans la région du Centre-Est au Burkina Faso.